# Jüdischer Friedhof Thallichtenberg

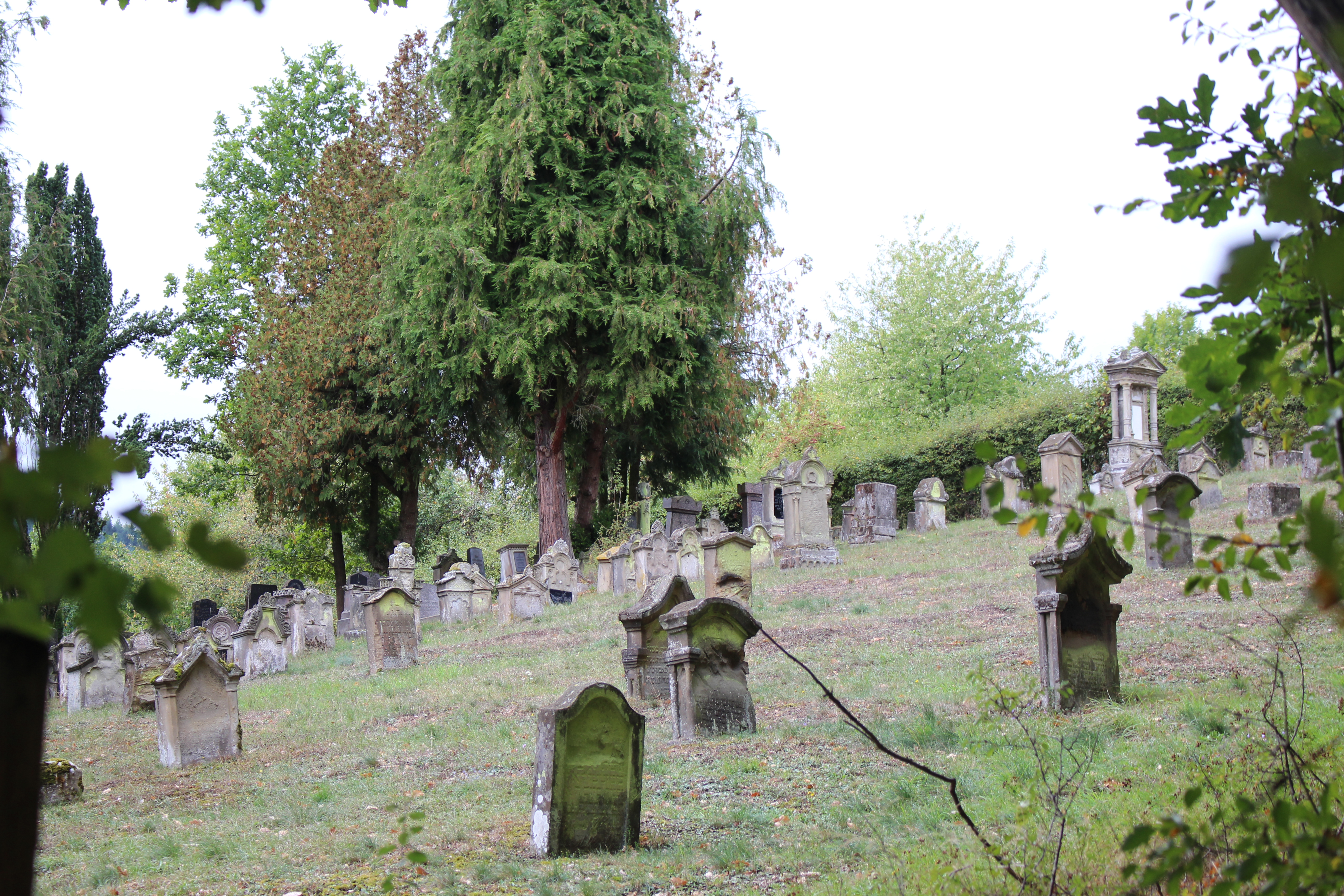
Jüdischer Friedhof in Thallichtenberg

Der jüdische Friedhof Thallichtenberg  ist ein Friedhof in der Ortsgemeinde Thallichtenberg im Landkreis Kusel in Rheinland-Pfalz. Er steht als Kulturdenkmal unter Denkmalschutz.
Der jüdische Friedhof liegt nordwestlich des Ortes beim Sportplatz.
Auf dem 1500 m² großen Friedhof, dessen älterer Teil 1725 und dessen jüngerer Teil 1845 angelegt wurde, befinden sich 140 Grabsteine. Etliche der Grabsteine sind sehr aufwändig gestaltet. Der älteste erhaltene Stein – heute verwittert – ist von 1747. Belegt wurde der Friedhof, auf dem die in der Umgebung verstorbenen Juden beigesetzt wurden, insbesondere aus Thallichtenberg, Baumholder, Konken, Kusel, Herchweiler-Haupersweiler, Altenglan und Ulmet, bis zum Jahr 1930.
Im März 2008 wurde der Friedhof geschändet: An insgesamt 15 Grabstellen wurden die Grabsteine umgeworfen, Einfassungen der Gräber beschädigt und Gedenksteine mit NS-Parolen und -Symbolen besprüht. 